# Biblioteca Municipală din Praga
Biblioteca Municipală din Praga (în cehă Městská knihovna v Praze) este una dintre cele mai mari biblioteci din Praga, Republica Cehă.
Cel mai vechi material aflat în colecțiile bibliotecii este o ediție tipărită a Bibliei de la Praga din 1488. 

## Legături externe
- Site-ul Bibliotecii Municipale din Praga
- O publicație despre istoria Bibliotecii Municipale din Praga (1891-2016), disponibilă gratuit pentru descărcare ca e-book din catalogul MKP.